# Брейк данс
Вижте пояснителната страница за други значения на Брейк.
Брейк данс е наименование на оригиналния танц breakin, получил известност в район „Бронкс“ на Ню Йорк сред млади пуерториканци и афроамериканци в края на 60-те и началото на 70-те години на XX век.
Обикновено се изпълнява на фънк или хип-хоп музика. „Брейкър“ означава човек, практикуващ брейк данс.

## История
Предхождан е от танц на име Rockin – по-късно известен като Up Rockin. Up Rock-ът представлява въображаема ритмична схватка между двама или повече танцьори, в която нарушаването на ритъма и докосването на противника са признак на слабост. Всичко останало се оставя на въображението на импровизатора: стрелба, удари с ножове, с ръце, лакти, колена, хвърляне на бомби и всякакъв вид прийоми за понижаване концентрацията и издръжливостта на другия. Rockin' придобил изключителна известност сред бандите и бързо се разпространил като начин за съревнование. Започнали да се организират състезания, в които победителят можел да вземе името на загубилия (както и други неща, на които са държали тогавашните бандити). Стилът се развил и боят все повече се превръщал в танц. Латиноамериканците въвели множество традиционни за тях стъпки.
Появата на първите B-boys и B-Girls е тясно свързана с името на първия диджей — Cool Dj Herc е човекът, измислил миксирането на два грамофонни записа и е първият, използвал така нареченото Loop-ване, за да получи от две еднакви фънк парчета първия Break Beat. Неговите партита се славят с наелектризиращите Break-ове (за по-кратко) и с хората, които за първи път започнали да слизат на земята и да танцуват така, както им подсказва сърцето (и им позволява тялото).
По същото време на Западния бряг на САЩ независимо се развива танц на име Locking, известен още като Campbel Lock. Характерни движения за него са въртене на китките, сочене в различни посоки; включват се различни видове походки, стъпки и скокове. Изключително енергоем и динамичен Locking-ът се състои от краен брой известни движения с елементарна за изпълнние техника. Отношението и субстанцията на оригиналните изпълнения обаче биха представлявали трудност за всеки танцьор.
Poppin, разпространен от групата Electric boogalos, които представят огромно разнообразие от стилове: King Tut, Waving, Hitin, Sleepy style, Crazy Legs и т.н. Тези две танцови течения също се вписват като част от медийното заглавие „Брейк денс“.
През 80-те години всички описани стилове добиват широка популярност под познатото общо наименование breakdance. Принос за това има група на име Rock Steady Crew, която изнася концерти из Европа и САЩ пред десетки хиляди души публика. Вестниците и телевизиите обръщат серизно внимание на тази новост. Излизат множество статии, записват се филми и предавания, които засягат живота и дейността на брейк танцьорите. Следва период, в който хип-хоп културата претърпява развитие в Европа, където започват да се организират все по-големи брейк форуми, концерти и състезания.
В наши дни всеки от описаните стилове е претърпял сериозно развитие в техниката и есенцията на изпълнение. Съществуват професионални състави, танцьори и организации. Интересът към тези танци става все по-голям, а танцьорите все по-отдадени на работата си. Брейк танцьори печелят повечето комерсиални танцови състезания. Брейкъри се появяват във всеки трети музикален клип. Брейк състави има по целия свят, на всеки континент, във всяка държава, а в някои – във всеки град.

## Произход
Брейк-танцът, в сегашната си организирана форма, може да е започнал като метод за комуникиране и решаване на териториални въпроси между съпернически банди в гетото. В основано на принципа на редуването демонстриране на танцувални програми, побеждаващата страна е била определена по танцьора, който е надиграл другите като е показал поредица от по-сложни и по-новаторски движения.
Представянето на робот-танца на Майкъл Джаксон по телевизията през 1974 г. показа елементи от брейк-танцовата суб-култура на широка публика и помага да се зароди популярността ѝ. По това време танцувални отбори като Rock Steady Crew и New York City Breakers променят танца в поп културен феномен, получавайки голямо количество медийно внимание. През 80-те партита, дискотеки, талантови шоута и други публични събития стават типични места за брейк танцьори. Въпреки че интензивната му популярност впоследствие залязва в средата на 80-те, в следвашите десетилеитя брейкът става общоприет танцов стил, използван в реклами, филми и друга медия. Инструктаж за брейк-танцови техники е даже достъпен в танцови студия, където се преподава хоп-хоп танцуване. Дори има някои големи ежегодни брейк състезания от сорта на the Battle of the Year или Red Bull BC One.
Кратко след като групи като Rock Steady Crew пристигат в Япония, брейкът в Япония започва да процветява. Всяка събота изпълнители танцуват в Tokyo's Yoyogi Park. Един от първите и най-влиятелни танцьори в Япония е Crazy-A, който сега е лидер на Tokyo Rock Steady Crew. Също така организира ежегодно B-Boy Park конкурс, който привлича до 10 000 фена на година и се опитва да изложи по-обширна публика на културата

## Техники
Има 5 първични елемента, които оформят основите на брейка. Те са Top Rock, Go downs, Footwork & Spin moves(power moves, freezes (замръзвания).
Top Rock се нарича всяка поредица от стъпки изпълнени в изправена позиция, разчита се на микс от координация, гъвкавост, стил и ритъм. Той е обикновено първа и преди всичко откриваща демонстрация на стил и също служи като загрявка за преходи към по акробатични маневри. Вероятно най-простия Top Rock е Индианската Стъпка, но Top Rock-a е много еклектичен и може да възприема от много други танцови стилове.
Контрастно на това, down rock-a включва всички действия с крака изпълнявани на пода като пример: six step. Down Rock-a се изпълнява с ръцете и краката на пода. В footworka b-boy/b-girl-a показва неговата или нейната опитност със скорост на краката и конторла чрез изпълняване на комбинации. Тези комбинации обикновено преливат в движения познати като spin moves(power moves).

## Breakin'
Брейкът е танцово изкуство. Разгледани из основи, елементите ползвани от брейкърите имат своя история и специален подход. 
Типични само за този танц са въртенето на глава (headspin), headtrak, някои от движенията в така наречения footwork и разни видове основни Freez-ове. Много общи черти могат да се открият с бойни изкуства (като кунг фу и капоейра), латиноамерикански и руски танци и други характерни стилове на движение. Брейк танците имат именувани движения и голям арсенал от основни стъпки, които обикновено се усвояват от начинаещите и се развиват от напредналите. Майсторите постигат ниво на собствен стил, който евентуално би могъл да повлияе на цялостното развитие на танца.
От особена важност е доброто придвижване в пространството и умението да се постига изненада в изпълнението. Също толкова необходимо е умението да се импровизира. То придава на брейка особена енергичност и дава възможност да се направи връзка с джаз музиката, където същите условия са налице.